# دنیپرووا چایکا
دنیپرووا چایکا (انگلیسی: Dniprova Chayka; ۱ نوامبر ۱۸۶۱ – ۱۳ مارس ۱۹۲۷) نویسنده اهل اوکراین بود.